# 罗比·布莱克
羅拔·詹士·"羅比"·比歷克（Robert James "Robbie" Blake，1976年3月4日—）出生於英格蘭東北部北约克郡米德爾斯伯勒，是一名足球運動員，早年司職前鋒，近年亦被派擔任中場。
他於1994年在低組別球會達寧頓出道，其後參與超過500場聯賽，曾效力巴拉福特、諾定咸森林、般尼、伯明翰城及列斯聯等球會，生平累計轉會費達到360萬英鎊。

## 生平

### 達寧頓
比歷克出身達寧頓青訓系統，於1994/95年球季獲當時處於丙組〈第四級〉的達寧頓提供首份職業合約。效力期間曾於1995/96年球季被外借到愛爾蘭的沃特福德联（Waterford United），他合共為球隊上陣68場聯賽及射入21球，直到1997年3月當時甲組〈第二級〉的巴拉福特出價30萬英鎊要求收購比歷克獲得接納。

### 巴拉福特
比歷克迅速融入巴拉福特的陣中，在效力首個完整球季，先在基斯·卡馬拉（Chris Kamara）及後在保羅·祖維爾（Paul Jewell）領導下，他為球隊射入8球；1997/98年球季煞科戰對樸茨茅夫比歷克被罰離場，表示他需要在來季開季坐越季「波監」。惟他努力維持其一隊正選席位，於服刑期滿首場對錫菲聯的比賽即射入1球，協助球隊2-2賽和取得1分。比歷克與李爾·米路士（Lee Mills）組成銳利的攻擊拍檔，在巴拉福特獲得升班英超的球季，兩人合共為球隊射入40球，比歷克佔16球，在1998/99年聯賽煞科日對狼隊，他射入致勝球協助球隊獲得亞軍及升班資格。
但首次在頂級聯賽角逐的比歷克未能適應，在15場正選及12場後補上陣中，僅取得兩個聯賽入球，包括1999年10月23日主場3-1擊敗莱斯特城先拔頭籌兼首個英超入球。比歷克下一個球季在山谷閱兵球場（Valley Parade）更感困難，季初被外借到甲組〈第二級〉的諾定咸森林兩個月，期間上陣11場，僅在作客4-3擊敗班士利射入1球，借用期滿後返回巴拉福特，在2000/01年餘下球季上陣21場，其中14場擔任正選，僅能射入4球，而球隊亦位列聯賽榜末降班。在2001年夏季，曾經借用比歷克的諾定咸森林作出沒有透露金額的收購出價被拒絕。
數個月後的2002年1月25日，巴拉福特再收到另一支甲組球隊般尼的出價，金額達到100萬英鎊，當時陷於財困的巴拉福特別無選擇，只好割愛將比歷克出售。

### 般尼
比歷克動筆簽約三年加盟般尼，但因疝氣傷患關係，在餘下半個球季僅上陣10場，沒有取得入球。翌季他上陣40場及射入12球成為球隊次席射手；球季結束後，已執教6年的領隊斯坦·泰纳特（Stan Ternent）不獲續約離隊，由史蒂夫·科特里尔（Steve Cotterill）接任，在新領隊麾下，比歷克保持高入球能力，於上半季射入8球，當轉會窗重開時，多支英超球隊出價意圖收購比歷克，全部被般尼一一拒絕，其中韋根更多次出價，先後提出50萬英鎊及60萬英鎊的收購價均被回絕。韋根其後第三次出價求售，金額提高到70萬英鎊，般尼董事會仍然不為所動，只好作罷。在他首度效力般尼的最後一場主場比賽，於對普雷斯頓的「蘭開郡打吡」（Lancashire derby）包辦兩球以2-0擊敗對手，包括完半場前首開紀錄射入的25碼砲彈式自由球。2005年1月5日，英超球會伯明翰城最出價125萬英鎊打動般尼取得比歷克加盟，他再次踏足頂級聯賽。

### 伯明翰城
比歷克轉投伯明翰城簽約三年半，於2005年1月8日在英格蘭足總盃首次披甲出戰列斯聯，在下半場後補上陣。他對在球隊爭取一席正選充滿信心。但比歷克的願望未能實現，他僅為球隊在英超上陣11場及射入兩球，在同年夏季，伯明翰城證實列斯聯出價收購比歷克，為此他沒有隨隊進行季前出訪，繼續與列斯聯商討加盟條件，最終落實以80萬英鎊身價蟬過別枝。

### 列斯聯
2005年7月18日，比歷克在艾蘭路球場簽約三年，他解釋雖然加盟列斯聯是降低一級，但他展望將會為新球會贏取升班資格。他與新隊友北愛的大衛·希利於2005/06年球季揭幕戰對米禾爾一同亮相；於兩日後作客對卡迪夫城射入加盟後首個入球，首季合共上陣47場及射入11球，協助列斯聯取得聯賽第五位晉身升班附加賽，準決賽淘汰普雷斯頓，但決賽0-3不敵屈福特功虧一簣。
比歷克是當時列斯聯陣中6名前鋒球員之一，直到奇雲·布力維爾（Kevin Blackwell）離隊由丹尼斯·韋斯繼任後才鞏固其一隊席位，他於2006/07年球季射入8球，仍不足以拯救因債務重組而被扣10分的列斯聯免於降班。在球隊降班英甲後大將星散，大衛·希利、（Richard Cresswell）、（Neil Sullivan）及（Kevin Nicholls）等紛紛離隊他投。比歷克亦不例外，於2007年7月13日以25萬英鎊身價重返般尼，簽約三年，另有附加條款當他上陣達到40場後金額將會增加到35萬英鎊，如球隊晉升英超，再有額外費用。

### 重返般尼
比歷克在2007年8月11日再披般尼戰衣於2007/08年球季揭幕戰主場對西布朗，協助球隊2-1旗開得勝；他於英格蘭聯賽盃對奧咸時取得回歸後首個入球。這季他為球隊上陣43場，貢獻10個入球及14個助攻。
翌季般尼在英格蘭聯賽盃表現出色，先後淘汰富咸、車路士及阿仙奴等三支倫敦英超球隊，準決賽碰上另一支倫敦英超球隊熱刺，首回合作客先負1-4，次回合返回主場，比歷克上半場為球隊先拔頭籌，下半場隊友再下兩城將紀錄改寫為3-0，累計4-4進入加時賽，直到尚餘兩分鐘完場，般尼看來可以憑作客入球優惠晉級決賽，但熱刺在最後時刻由柏夫尤真高及迪科爾的入球粉碎般尼的美夢。比歷克在聯賽為球隊射入8球，般尼以第五位的成績晉身升班附加賽，準決賽兩回合累計3-0淘汰雷丁，2009年5月25日決賽，在溫布萊球場憑（Wade Elliott）一箭定江山，擊敗錫菲聯取得最後一個升班英超席位，比歷克有份參與全部3場附加賽。
般尼於闊別33年後首次重返頂級聯賽，2009年8月19日於新球季首次主場作賽，比歷克上半場19分鐘一記「窩利」，為球隊1-0擊敗衛冕冠軍曼聯，是個人及球隊升班英超後首個入球。但於10月18日作客對布力般流浪再入一球後卻無以為繼，季中以後更被眨為後備，直到球季結束仍無法取得入球，而般尼亦降班返回英冠。

### 保頓
2010年6月30日比歷克獲英超球會保頓招手，於翌日約滿後免費加盟，簽約一年，與舊上司欧文·科尔再續前緣。

## 榮譽
巴拉福特
- 英格蘭甲組〈第二級〉聯賽亞軍：1998/99年；

般尼
- 英格蘭冠軍聯賽附加賽冠軍：2008/09年；

## 外部連結
- 足球数据库：罗比·布莱克的球员统计数据
- 般尼官網簡歷
- 巴拉福特官網簡歷